# Michael Christopher Woodford
Michael Christopher Woodford, MBE (1960. június 12. –) angol üzletember, aki korábban a japán székhelyű Olympus Corporation optikai és reprográfiai termékeket gyártó cég elnöke és vezérigazgatója (2011. április) és vezérigazgatója (2011. október) volt.
Woodford 1981-ben csatlakozott az Olympushoz, és eljutott az európai tevékenységeinek irányításáig. Woodford, akit 2011 októberében neveztek ki a vállalat vezérigazgatójává, volt az első nem japán személy, aki az elmúlt hat hónapban "meghaladta a várakozásokat" elnökként és operatív igazgatóként.
Két hónapon belül az Olympus-botrány leleplezésének központi szereplőjévé vált, miután kéthetes szolgálati idő után eltávolították tisztségéből, amikor kitartott amellett, hogy megkérdőjelezte az 1 milliárd USD-t meghaladó összeget, amelyet az Olympus ismeretlen cégeknek fizetett. Régi veszteségek elrejtésére és a szervezett bűnözéssel való kapcsolatteremtésre használták.
A botrány megrázta a japán vállalatirányítást, az Olympus teljes igazgatóságának lemondásához, valamint több vezető tisztségviselő, többek között a korábbi vezérigazgató és elnök, valamint a cég korábbi könyvvizsgálójának és bankárainak letartóztatásához vezetett, és Woodford az egyik legmagasabban rangsorolt vezető lett, aki informátorrá vált.
2012-re az általa leleplezett botrány a japán vállalati történelem egyik legnagyobb és leghosszabb ideig tartó, veszteséget eltitkoló pénzügyi botrányává nőtte ki magát.